# Ophiothrix diligens
Ophiothrix diligens is een slangster uit de familie Ophiotrichidae.
De wetenschappelijke naam van de soort werd in 1898 gepubliceerd door René Koehler.